# Chronique de Paros
Ne doit pas être confondu avec Marbre de Paros.
La Chronique de Paros, également appelée le Marbre de Paros, est une inscription chronologique grecque composée de trois fragments en marbre trouvés dans l'île de Paros ; datée de 264-263 av. J.-C., elle a pour ambition de fournir une liste de tous les événements marquants du passé jusqu'à cette date.

## Histoire
La Chronique de Paros est composée de trois fragments. Les deux premiers ont été vendus en 1627 à Thomas Howard, 14e comte d'Arundel, qui achète alors des marbres antiques pour décorer sa demeure. Ils sont publiés en 1628-1629 par le juriste et érudit John Selden. Au cours du XVIIe siècle, le fragment supérieur est employé pour réparer une cheminée ; on perd alors sa trace. Le second morceau est offert en 1667 à l'université d'Oxford par Lord Henry Howard, petit-fils de l'acquéreur original ; il se trouve depuis à l'Ashmolean Museum. Le dernier fragment, de taille moindre, a été découvert en 1897 et déposé au musée de l'île, où il se trouve toujours.

## Description

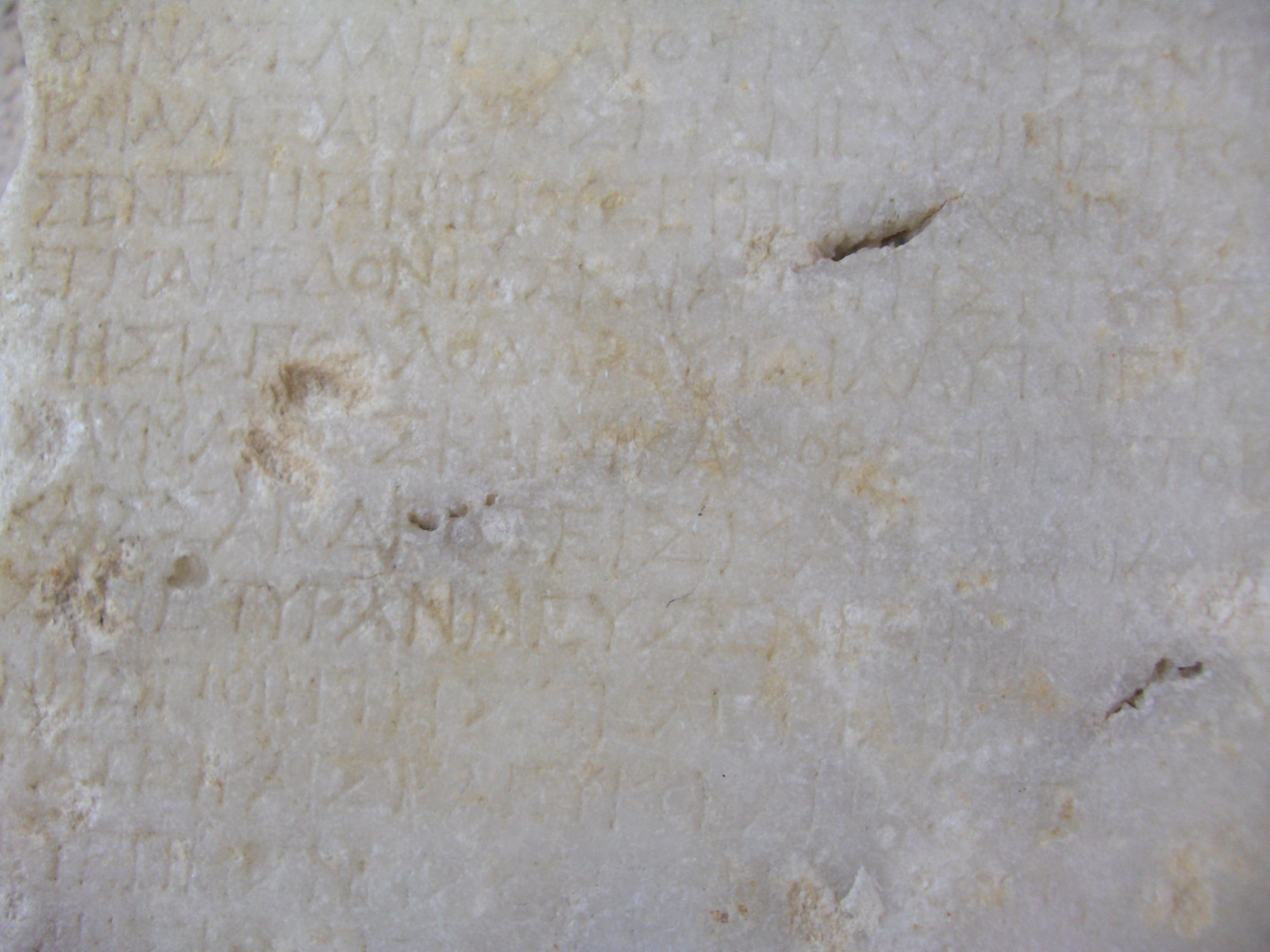
Chronique de Paros, musée de Paros.

La chronique couvre la période qui va de l'ascension sur le trône du roi mythique Cécrops, qu'elle date de 1581-1580 av. J.-C. jusqu'au moment de la compilation, datée de 264-263 av. J.-C. — année où Astyanax est archonte à Paros et Diognète archonte à Athènes. Le texte conservé est très abimé, surtout pour sa première partie :
- Fragment A :
  - Fragment perdu : période 1581-1580 av. J.-C. à 894-893 av. J.-C. (entrées 1 à 30, la 30e couvre deux fragments)
  - Fragment d'Oxford : période 894-893 av. J.-C. à 352-351 av. J.-C. (entrées 30 à 80, une lacune va de 352-351 jusqu'en 338-337 av. J.-C.)
- Fragment B (fragment de Paros) : période 336-355 av. J.-C. à 264-263 av. J.-C. (entrées 1 à 27)

Elle recense des événements de toute nature, politique, littéraire aussi bien que religieuse. Les plus anciens appartiennent au mythe : ainsi du déluge de Deucalion (1528-1527 av. J.-C.), du synœcisme d'Athènes et de l'institution des jeux Isthmiques (1529-1528 av. J.-C.) ou de la guerre de Troie (1218-1217 av. J.-C.).
Bien qu’elle se prétende universelle, l'inscription utilise exclusivement le comput athénien pour dater les événements et n'hésite pas à déformer la réalité pour mieux mettre Athènes en exergue : celle-ci est présentée comme seul vainqueur de la bataille de Platées ou encore comme seule protagoniste de la Guerre lamiaque qui oppose les Grecs aux Macédoniens d'Antipatros. Après 324 av. J.-C., l'inscription prête également une attention particulière aux Lagides, au détriment des autres diadoques.